# Василий (Костич)
Епископ Василий (серб. Епископ Василије, в миру Тихомир Костич, серб. Тихомир Костић; 27 ноября 1907, село Велики-Йовановац, Королевство Сербия — 25 апреля 1978, Кралево) — епископ Сербской Православной Церкви, епископ Жичский. Церковный учёный и переводчик.

## Биография
Родился в 1907 году в селе Велики-Йовановац близ Пирота в семье крестьян Лазаря и Даницы.
Из-за Первой мировой войны вынужден был прервать обучение в начальной школе; только после окончания войны окончил начальную школу в Трняне. В 1925 году окончил гимназию в Пироте. В 1930 году окончил Духовную семинарию в Сремских Карловцах, после чего поступил на богословский факультет Белградского университета.
В 1930 году в Монастыре Йошаница близ города Светозарево архимандритом Феодосием (Тошичем) пострижен в монашество с именем Василий. В студенческие годы был одним из организаторов и активным участником издания журнала «Светосавље».
В 1934 году окончил богословский факультет в Белграде.
11 июля 1934 года в Сремских Карловцах Патриархом Сербским Варнавой был рукоположён в сан иеродиакона; 12 июля — в сан иеромонаха.
В 1937 году в Афинской университете защитил докторскую диссертацию «Проблема спасения по учению свт. Василия Великого».
В 1939 году епископом Охридско-Битольским Платоном (Йовановичем) был возведён в чин синкелла; в 1941 году епископом Браничевским Вениамином (Таушановичем) возведён в сан протосинкелла.
Состоял на административных должностях при Священном Синоде, преподавал в монастырском училище в Дечанах и в семинариях в Призрене и Битоле.
Вторая мировая война застала иеромонаха Василия в Жиче, откуда он был интернирован вместе с епископом Николаем (Велимировичем). Некоторое время находился в заключении в монастыре Войловица в Панчеве.
20 мая 1947 года на первом послевоенном заседании Священного Архиерейского Собора был избран епископом Баня-Лукским.
7 июня 1947 года в Соборной церкви в Белграде состоялось наречение во епископа.
8 июня 1947 года там же состоялась его епископская хиротония, которую совершили Патриарх Сербский Гавриил, митрополита Черногорско-Приморский Арсений (Брадваревич) и епископ Нишский Иоанн (Илич). Интронизован 19 июля 1949 года.
Его труды были направлены на упорядочение церковной жизни разорённой войной Баня-Лукской епархии, восстановление храмов, увеличение числа духовенства.
20 августа 1955 года был изгнан из епископской резиденции с требованием покинуть город в течение 48 часов. 21 августа по дороге на вокзал подвергся нападению толпы, избиению и различного рода унижениям. Подал письменное извещение о случившемся Священному Синоду, после чего находился в Белграде.
20 мая 1961 году назначен епископом Жичским с кафедрой в Кралеве.
Восстановил архиерейский корпус в монастыре Жича, построил епархиальный центр в Кралеве, а также 28 храмов, 31 колокольню и 22 приходских дома.
Печатался в различных церковных и богословских изданиях. В составе делегаций СПЦ принимал участие в работе Всеправославных конференций (совещаний) на острове Родос и в Женеве.
В начале октября 1971 года подверг критике гражданские власти за неправильное воспитание молодёжи и запрет детям посещать богослужения, после чего началась травля епископа Василия в местных газетах и на радио, было возбуждено уголовное дело. По решению общинного суда приговорен к 30-дневному аресту за нарушение «общественного порядка и спокойствия», отбывал наказание в городской тюрьме Кралево.
Скончался 25 апреля 1978 в Кралеве. Похоронен на монастырском кладбище в Жиче.
В январе 2014 года решением Окружного суда в Чачке был реабилитован.